# Bitterzoet (BLØF)
Bitterzoet is een lied van de Nederlandse band BLØF. Het werd in 2022 als single uitgebracht en stond in hetzelfde jaar als tweede track op het album Polaroid.

## Achtergrond
Bitterzoet is geschreven door Peter Slager, Norman Bonink, Paskal Jakobsen en Bas Kennis en geproduceerd door Dries Bijlsma. Het is een lied uit het genre nederpop met zowel rock- als dance-invloeden. Bij het maken van het nummer heeft de band volgens zanger Jakobsen een andere aanpak gehad ten opzichte van andere nummers die de band heeft geschreven en gemaakt. In plaats van direct een heel nummer te maken, hebben ze het lied laag voor laag opgebouwd. Hierom zijn er veel verschillende elementen in het lied te horen, waaronder een dance/trance-achtige brug, die was gecomponeerd door toetsenist Kennis. Tekstueel verwijst het lied naar de coronaperiode voor en tijdens het uitbrengen van het lied. Voordat het nummer werd uitgebracht, liet de band het al horen bij een clubtour die ze in het najaar van 2021 hielden.

## Hitnoteringen
De band had weinig succes met het lied. Er was geen notering in de Single Top 100 en ook de Top 40 werd niet gehaald, maar daar kwam het wel tot de negende plaats van de Tipparade.